# Marta Sroka
Marta Sroka (* 1988 in Chełm, Polen) ist eine polnische Film- und Theaterschauspielerin.

## Leben und Karriere
Marta Sroka studierte von 2007 bis 2011 an der staatlichen Aleksander-Zelwerowicz-Theaterakademie in Warschau. Für ihre Rollen in den Abschlussaufführungen (Jaquenetta in Verlorene Liebesmüh und Jola in Die Mädchen von Wilko) erhielt sie einen TVP Łódź Preis auf dem XXIX Theaterhochschulen-Festival in Łódź.
Von 2011 bis 2016 war sie Ensemblemitglied am J. Osterwa Theater in Lublin. Während dieser Zeit übernahm sie verschiedene Shakespeare-Rollen, darunter Beatrice in Viel Lärm um nichts, Helena in Ein Sommernachtstraum und Jessica in Der Kaufmann von Venedig. Zusätzlich zu den klassischen Figuren spielte sie auch zeitgenössische Charaktere.
Von 2016 bis 2018 lebte sie in Warschau, wo sie in Theatern wie Soho Theater und Kamienica Theater auftrat. Außerdem spielte sie in polnischen Fernsehserien wie Wojenne dziewczyny, Diagnoza und Barwy szczęścia.
2019 zog sie nach Berlin, wo sie seitdem in verschiedenen Filmen und TV-Serien mitspielt, wie Junk Space Berlin, Mapa, Joachim Vernau-Versunkene Gräber und Mord mit Aussicht. Ab August 2022 war Sroka in der mit dem Grimme-Preis 2023 ausgezeichneten achtteiligen Netflix-Thrillerserie Kleo in einer der Hauptrollen zu sehen.
Sie führt auf Instagram einen humorvollen Account, in dem sie Jesus parodiert.

## Filmografie (Auswahl)
- 2015: Panie Dulskie (Kinofilm)
- 2017: Przyjaciółki (Fernsehserie)
- 2017: M jak miłość (Fernsehserie)
- 2018: Diagnoza (Fernsehserie)
- 2018: Dziewczyny wojenne (Fernsehserie)
- 2018: Barwy szczęścia (Fernsehserie)
- 2020: The Return (Kurzfilm)
- 2021: Junk Space Berlin (Kinofilm)
- 2021: Kleo (Netflix-Serie)
- 2022: Na dobre i na złe (Fernsehserie)
- 2022: Mapa – Staffel 2 (Fernsehserie)
- 2022: Ungeduld des Herzens (Spielfilm)
- 2023: Joachim Vernau – Versunkene Gräber (Fernsehfilm)
- 2024: Mord mit Aussicht Staffel 5 (Fernsehserie)
- 2024: Kleo – Staffel 2 (Netflix-Serie)

## Theater (Auswahl)
- 2011: Segler von Jerzy Szaniawski, Polnisches Theater, Warschau (Regie: Jerzy Klesyk)
- 2011: Gott von Woody Allen, Osterwa Theater, Lublin (Regie: Grzegorz Kempinksy)
- 2011: Viel Lärm um nichts von William Shakespeare, Osterwa Theater, Lublin (Regie: Tadeusz Bradecki)
- 2012: Ein Sommernachtstraum von William Shakespeare, Osterwa Theater, Lublin (Regie: Artur Tyszkiewicz)
- 2012: Platonow von Anton Tschechow, Osterwa Theater, Lublin (Regie: Agnieszka Korytkowska)
- 2013: Wir packen Koffer von Hanoch Levin, Osterwa Theater, Lublin (Regie: Artur Tyszkiewicz)
- 2013: Es war ein Pole, Pole, Pole und der Teufel von Paweł Demirski, Osterwa Theater, Lublin (Regie: Remigiusz Brzyk)
- 2014: Der Kaufmann von Venedig von William Shakespeare, Osterwa Theater, Lublin (Regie: Paweł Łysak)
- 2015: Mordor wird kommen und uns essen von Ziemowit Szczerek, Osterwa Theater, Lublin (Regie: Remigiusz Brzyk)
- 2016: Die Aufschrift von Gérald Sibleyras, Osterwa Theater, Lublin (Regie: Artur Tyszkiewicz)
- 2016: Stolz und Vorurteil von Jane Austen, Federspiel Theater, Berlin (Regie: Anna Clart und Anita Brokmeier)
- 2017: Ich habe genau so wie du von Konrad Dulkowski, Trzyrzecze Theater, Warschau (Regie: Konrad Dulkowski)
- 2018: Die dritte Jugend eines Storches von Emilian Kamiński, Kamienica Theater, Warschau (Regie: Emilian Kamiński)
- 2019: Bedtime stories von Norm Foster, Ave Theater, Rzeszów (Regie: Marcin Sławiński)
- 2019: Anonymus von Alicja Kobielarz, Soho Theater, Warschau (Regie: Karolina Kowalczyk)
- 2020: Italienische Nacht von Ödön von Horváth, Schaubühne, Berlin (Regie: Thomas Ostermeier)